# Jeff Lorber

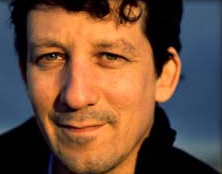
Jeff Lorber

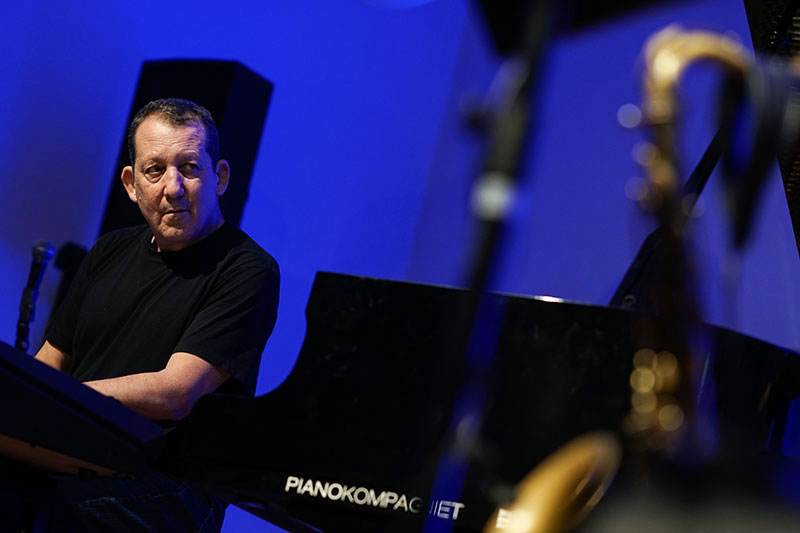
Jeff Lorber
Jazzy Days, Denmark 2018

Jeff Lorber (* 4. November 1952 in Philadelphia) ist ein amerikanischer Keyboarder des Fusion- und insbesondere des Smooth Jazz.

## Leben und Wirken
Lorber hatte seit seinem vierten Lebensjahr Klavierunterricht. In seiner Schulzeit spielte er Soul und Rhythm and Blues. Er studierte zunächst in Boston Chemie, bevor er 1970/71 parallel ein Studium am Berklee College of Music begann, wo er bei Margaret Chaloff, Dave Amram und Ran Blake unterrichtet wurde. Er setzte sein Chemiestudium in Oregon fort, wo er ab 1973 als Jazzdozent am Clark College tätig war. Mit Bassist Danny Wilson und Schlagzeuger Dennis Bradford
gründete er eine eigene Gruppe, mit der er 1977 sein Debüt-Album vorlegte; in den folgenden Jahren arbeitet er mit Gastsolisten wie Joe Farrell, Chick Corea und Freddie Hubbard. 1983 zog Lorber nach Los Angeles, wo er als Studiomusiker, Produzent und Talentscout für Herb Alpert, die Pointer Sisters oder Kenny G. tätig war. Daneben legte er eigene Alben mit wechselnden Besetzungen vor, die mehrfach für einen Grammy nominiert wurden. Als Gastmusiker war er an Einspielungen von Eric Marienthal, Gary Meek, U2, Art Porter junior, Manhattan Transfer, Duran Duran, Bruce Hornsby oder Curtis Mayfield beteiligt.
2018 wurde er mit seiner Jeff Lorber Fusion für das Album Prototype mit einem Grammy Award in der Kategorie „Bestes zeitgenössisches Instrumentalalbum“ ausgezeichnet.

## Diskografie

### Studioalben
| Jahr | Titel                    | Höchstplatzierung, Gesamtwochen, AuszeichnungChartplatzierungen (Jahr, Titel, Platzierungen, Wochen, Auszeichnungen, Anmerkungen) | Höchstplatzierung, Gesamtwochen, AuszeichnungChartplatzierungen (Jahr, Titel, Platzierungen, Wochen, Auszeichnungen, Anmerkungen) | Anmerkungen                                                     |
| Jahr | Titel                    | UK | US | Anmerkungen                                                     |
| ---- | ------------------------ | --- | --- | --------------------------------------------------------------- |
| 1979 | Water Sign               | — | US119 (14 Wo.)US | Erstveröffentlichung: Oktober 1979 (als The Jeff Lorber Fusion) |
| 1980 | Wizard Island            | — | US123 (12 Wo.)US | Erstveröffentlichung: Juni 1980 (als The Jeff Lorber Fusion)    |
| 1981 | Galaxian                 | — | US77 (15 Wo.)US | Erstveröffentlichung: Mai 1981 (als The Jeff Lorber Fusion)     |
| 1982 | It’s a Fact              | — | US73 (13 Wo.)US | Erstveröffentlichung: Mai 1982                                  |
| 1984 | In the Heat of the Night | — | US106 (7 Wo.)US | Erstveröffentlichung: Mai 1984                                  |
| 1985 | Step by Step             | UK97 (2 Wo.)UK | US90 (16 Wo.)US | Erstveröffentlichung: April 1985                                |
| 1987 | Private Passion          | — | US68 (26 Wo.)US | Erstveröffentlichung: Februar 1987                              |

Weitere Veröffentlichungen
- 1977: The Jeff Lorber Fusion (als The Jeff Lorber Fusion)
- 1978: Soft Space(als The Jeff Lorber Fusion)
- 1984: Lift Off (als The Jeff Lorber Fusion)
- 1993: Worth Waiting For
- 1994: West Side Stories
- 1996: State of Grace
- 1998: Midnight
- 2000: The Definitive Collection
- 2001: Kickin’ It
- 2002: The Very Best of
- 2003: Philly Style
- 2005: Flipside
- 2007: He Had a Hat
- 2008: Heard That
- 2010: Now Is the Time (als The Jeff Lorber Fusion)
- 2011: Galaxy
- 2013: Hacienda
- 2014: Jazz Soul Funk (mit Chuck Loeb und Everette Harp)
- 2015: Step It Up
- 2016: More Serious Business (mit Chuck Loeb und Everette Harp)
- 2017: Prototype (als The Jeff Lorber Fusion)
- 2018: Impact (als The Jeff Lorber Fusion)
- 2019: Life and Times (mit Chuck Loeb, Everette Harp und Paul Jackson Jr.)
- 2019: Eleven (als The Jeff Lorber Fusion) (mit Mike Stern)
- 2021: Space - Time (als The Jeff Lorber Fusion)
- 2022: Forecast (mit Everette Harp und Paul Jackson Jr.)
- 2023: The Drop (als The Jeff Lorber Fusion)

### Singles
| Jahr | Titel Album                         | Höchstplatzierung, Gesamtwochen, AuszeichnungChartplatzierungen (Jahr, Titel, Album, Platzierungen, Wochen, Auszeichnungen, Anmerkungen) | Höchstplatzierung, Gesamtwochen, AuszeichnungChartplatzierungen (Jahr, Titel, Album, Platzierungen, Wochen, Auszeichnungen, Anmerkungen) | Anmerkungen                                             |
| Jahr | Titel Album                         | UK | US | Anmerkungen                                             |
| ---- | ----------------------------------- | --- | --- | ------------------------------------------------------- |
| 1985 | Best Part of the Night Step by Step | UK80 (2 Wo.)UK | — | Erstveröffentlichung: Juni 1985                         |
| 1986 | Facts of Love Private Passion       | UK95 (1 Wo.)UK | US27 (16 Wo.)US | Erstveröffentlichung: November 1986 (feat. Karyn White) |

## Lexigraphische Einträge
- Martin Kunzler: Jazz-Lexikon. Band 1: A–L (= rororo-Sachbuch. Bd. 16512). 2. Auflage. Rowohlt, Reinbek bei Hamburg 2004, ISBN 3-499-16512-0.